# Congresso de Angostura
O Congresso de Angostura, inaugurado no dia 15 de fevereiro de 1819 pelo Libertador Simon Bolívar, sob a inspiração da ideologia do general Francisco de Miranda em Angostura (hoje Ciudad Bolívar), representou o segundo Congresso Constituinte da Venezuela. Ele foi desenvolvido no contexto das guerras de independência da Venezuela e Nova Granada. Suas palavras estão contidas no famoso discurso de Angostura .

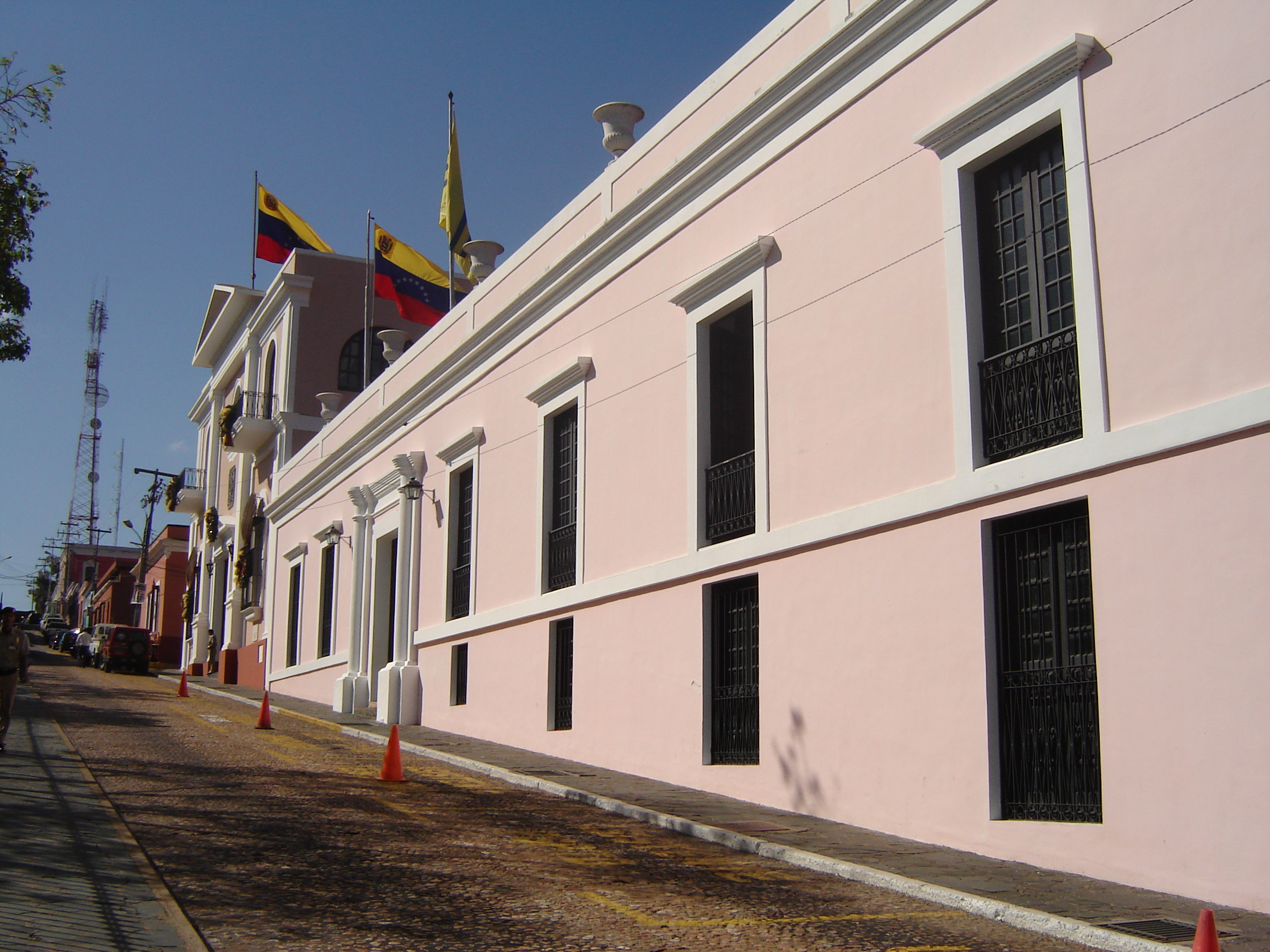
Casa do Congresso de Angostura, Ciudad Bolívar, Venezuela.

Angostura (São Tomás de Guayana de Angostura del Orinoco) era o nome de Ciudad Bolívar antes de 1846. A cidade está localizada no Estado de Bolívar, no sudeste da Venezuela, na margem sul do rio Orinoco.
Em 1818, apesar de estar ainda sob impulsos de controlo de Espanha continuou independência e espíritos constitucionais foram reativados. Em 15 de fevereiro de 1819 , seis meses antes da Batalha de Boyacá , 26 dos 30 representantes eleitos, que representavam as províncias de Caracas, Cumaná, Trujillo, Margarita, Barinas, Barcelona, e da Guiana atendidas. Após a invasão de Nova Granada (atual Colômbia ) avançou por Bolívar, o Libertador queria esta região enviar delegados. Pouco tempo depois, Bolívar ordenou que a região administrada por Quito, ainda sob o domínio espanhol, fosse incluída na união com Venezuela e Nova Granada. O Congresso foi instalado para formular o que, historicamente, tem sido chamado de "Lei Básica" (constituição).
As decisões tomadas inicialmente foram:
- A Nova Granada foi renomeada Cundinamarca e sua capital, Santa Fé renomeada de Bogotá. A capital de Quito seria Quito. A capital da Venezuela seria Caracas. A capital da Grã-Colômbia seria Bogotá.
- A República da Colômbia, que seria governado por um presidente é criado. Havia um vice-presidente que na sua ausência do presidente o suplantaria. (Historicamente costuma-se chamar a Colômbia do Congresso de Angostura de Grã-Colômbia)
- Os governadores dos três departamentos também se chamariam vice-presidentes.
- O presidente e vice-presidente seriam eleitos por voto indireto, mas para fins de começar, o congresso eleitos da seguinte forma: Presidente: Simón Bolívar e Vice: Francisco de Paula Santander. Em agosto de Bolívar continua sua missão libertadora e sai em direção ao Equador e Peru, e deixa a presidência para Santander.
- A Bolívar é dado o título de "Libertador" e seu retrato foi delineada na Câmara do Congresso com o lema "Bolívar, o libertador da Colômbia e pai de nosso país".

No final da sessão, o Congresso concordou em se reunir novamente em Cúcuta, em janeiro de 1821, para a emissão da nova Constituição. Veja Congresso de Cúcuta e Constituição de Cúcuta.